# SG 99 Andernach
Maillots
Le SG 99 Andernach est un club allemand de football localisé à Andernach en Rhénanie-Palatinat.
Le club tire son nom actuel de la fusion des sections football, survenue en 1999, de trois clubs de la localité: le SpVgg Andernach, le BSV 1910 Andernach, et le DJK Boulla Andernach.

## Histoire

### SpVgg Andernach
Le club fut fondé le 30 janvier 1910 sous l’appellation Spiel-und Sportverein Andernach. Plus tard durant cette même année, le SuS s’unit avec le Fußball-Club Preußen 1906 Andernach (sans doute le tout premier club de football connu par la localité), puis en 1911 avec le Gymnasial Fußball Klub 1908 Andernach.
En 1916, le club remporta son premier championnat disputé entre des équipes locales. En 1921, il fusionna avec le Sport Club Eintracht 1921 Andernach. Le 13 septembre 1922, il fusionna avec le FC Rhenania 1910 Andernach pour former le Spiel-und Sportvereinigung Andernach.
En 1933, le SpVgg Andernach remporta la Bezirksliga Mittelrhein et accéda à la Gauliga Rhin moyen, une des seize ligues créées sur ordre du régime nazi dès son arrivée au pouvoir. Après une saison, le club fut relégué. Le cercle remporta sa série de Bezirksliga en 1937-1938, mais échoua durant le tour final dans sa tentative de remonter en Gauliga.
Le 11 décembre 1938, le SpVgg Andernach fusionna avec le Turnerbund 1867 Andernach pour former le SpVgg 1867 Andernach. Le club remonta en Gauliga et y décrocha deux 3e places consécutives en 1942 et 1943. Ensuite, le cercle déclara forfait car il ne fut plus en mesure d’aligner une équipe en raison de l’évolution de la guerre.
Après la Seconde Guerre mondiale, le club fut dissous par les Alliés, comme tous les clubs et associations allemands (voir article: Directive n°23). Le 14 septembre 1945, des membres du SpVgg reconstituèrent le sous la dénomination Sportclub 1945 Andernach. Ce cercle retrouva son appellation initiale le 7 juillet 1947. Peu après, le SpVgg 1867 Andernach fut un des fondateurs de l’Oberliga Sud-Ouest, Groupe Nord. Il y joua quatre saisons puis fut relégué. Entre-temps, en mars 1950, le club se scinda comme il le fut avant la guerre. Le SpVgg 1910 Andernach et le Turnerbund 1867 Andernach reprirent des routes distinctes.En 1955, il y remonta mais dut descendre deux ans plus tard.
Le SpVgg 1910 aligna quelques belles équipes et remporta quelques titres en Amateurliga, mais ne réussit qu’une seule fois, en 1971, à monter en Regionalliga Sud-Ouest (cette série équivalait à une D2 depuis la création de la Bundesliga en 1963). Après une seule saison, le cercle fut relégué.
Il recula ensuite dans la hiérarchie régionale.

### DJK Andernach
Le DJK (pour Deutscher Jugend Kraft) initial fut créé en 1920 et joua dans une fédération sportive catholique, la Katholischen Gesellenvereins. En 1933, dès leur arrivée au pouvoir, les Nazis interdirent immédiatement toutes les ligues et clubs d’obédience communiste et socialiste. Peu après, ce fut autour des cercles bourgeois et/ou religieux. Le club ne fut reconstitué qu’en 1952.
En 1971, le club ajouta le nom de son sponsor principal à sa dénomination et devint le DJK Boulla Andernach.

## Palmarès
- Champion de la Bezirksliga Mittelrhein: 1936, 1937, 1938
- Champion de la 2. Liga Südwest: 1955
- Champion de la Amateurliga Rheinland: 1968, 1971, 1973
- Vainqueur de la Rheineland Cup:1964, 1973